# セーシェルサッカー連盟
セーシェルサッカー連盟（セーシェルサッカーれんめい、Seychelles Football Federation）はセーシェルにおけるサッカーを統括する競技運営団体。略称はSFF。国際サッカー連盟 (FIFA)とアフリカサッカー連盟(CAF)に加盟している。
サッカーセーシェル代表を組織し、セーシェル・リーグ、セーシェルFAカップを統括している。